# Tensegrity

Cấu trúc tensegrity đơn giản nhất (một hình lăng trụ T3). Mỗi trong ba thanh nén (màu xanh lá cây) đối xứng với hai thanh còn lại, và đối xứng từ đầu đến đuôi. Mỗi đầu được kết nối với ba sợi dây cáp (màu đỏ), cung cấp sức căng và xác định chính xác vị trí của đầu đó theo cùng cách như ba sợi dây cáp trong Skylon xác định đầu dưới của cột thuôn dài của nó.

Tensegrity, hay còn gọi là tensional integrity hoặc floating compression là một nguyên lý kết cấu trong đó các thành phần chịu lực nén được tách rời và không chạm vào nhau, trong khi các thành phần chịu lực căng tạo ra hình dạng không gian cho cấu trúc. Các thành phần căng này thường là các dây cáp hoặc dây căng và được kết nối với các đầu mút của các thành phần chịu lực nén để định vị chính xác vị trí của chúng.
Thuật ngữ này được đặt bởi Buckminster Fuller vào những năm 1960 như một từ ghép của "tensional integrity". Cách gọi khác của tensegrity, floating compression, được sử dụng chủ yếu bởi nghệ sĩ xây dựng Kenneth Snelson.

## Nguồn gốc và lịch sử

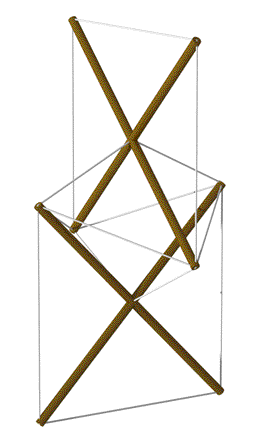
Thiết kế X-Module của Kenneth Snelson năm 1948 được thể hiện trong một cột hai module

## Cấu trúc tensegrity cơ bản

Cấu trúc tensegrity đơn giản nhất, gồm 1 khối lăng trụ 3 cạnh
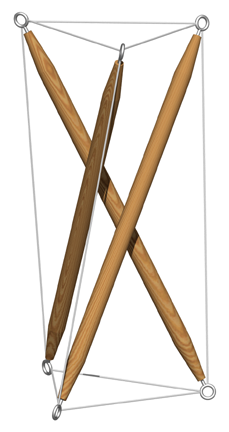
Một khối lăng trụ 3 cạnh khác
Cấu trúc tương tự nhưng có bốn thành phần chịu nén
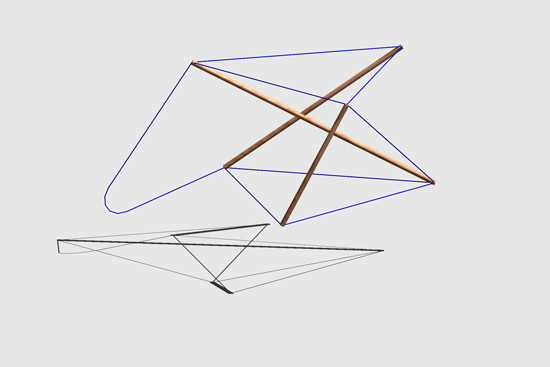
Khối lăng trụ Proto-Tensegrity của Karl Ioganson, 1921
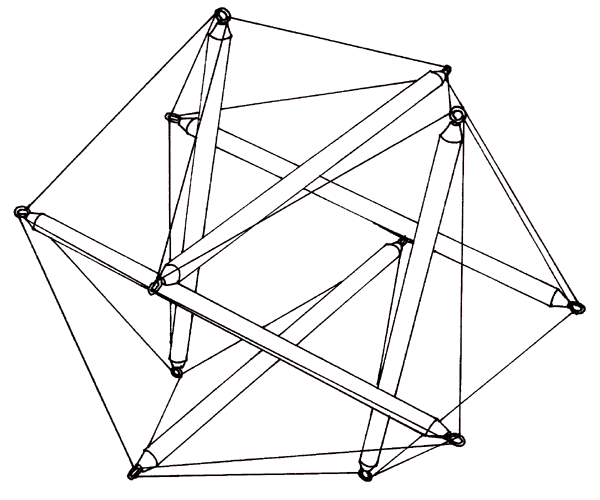
Khối đa diện Tensegrity Icosahedron, Buckminster Fuller, 1949
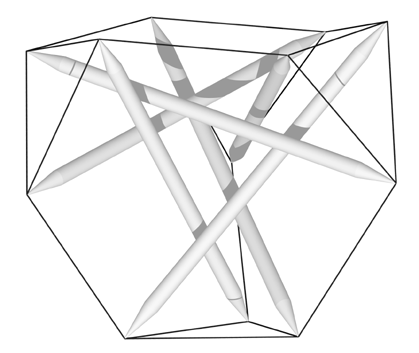
Khối đa diện Tensegrity Tetrahedron, Francesco della Salla, 1952
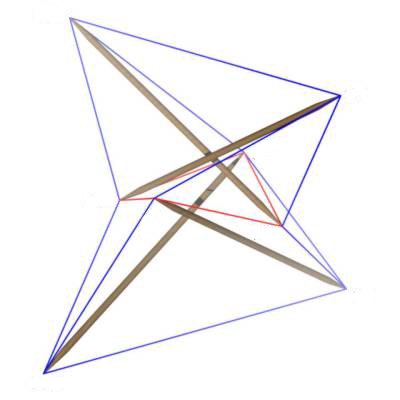
Khối đa diện Tensegrity X-Module Tetrahedron, Kenneth Snelson, 1959

## Cấu trúc Tensegrity

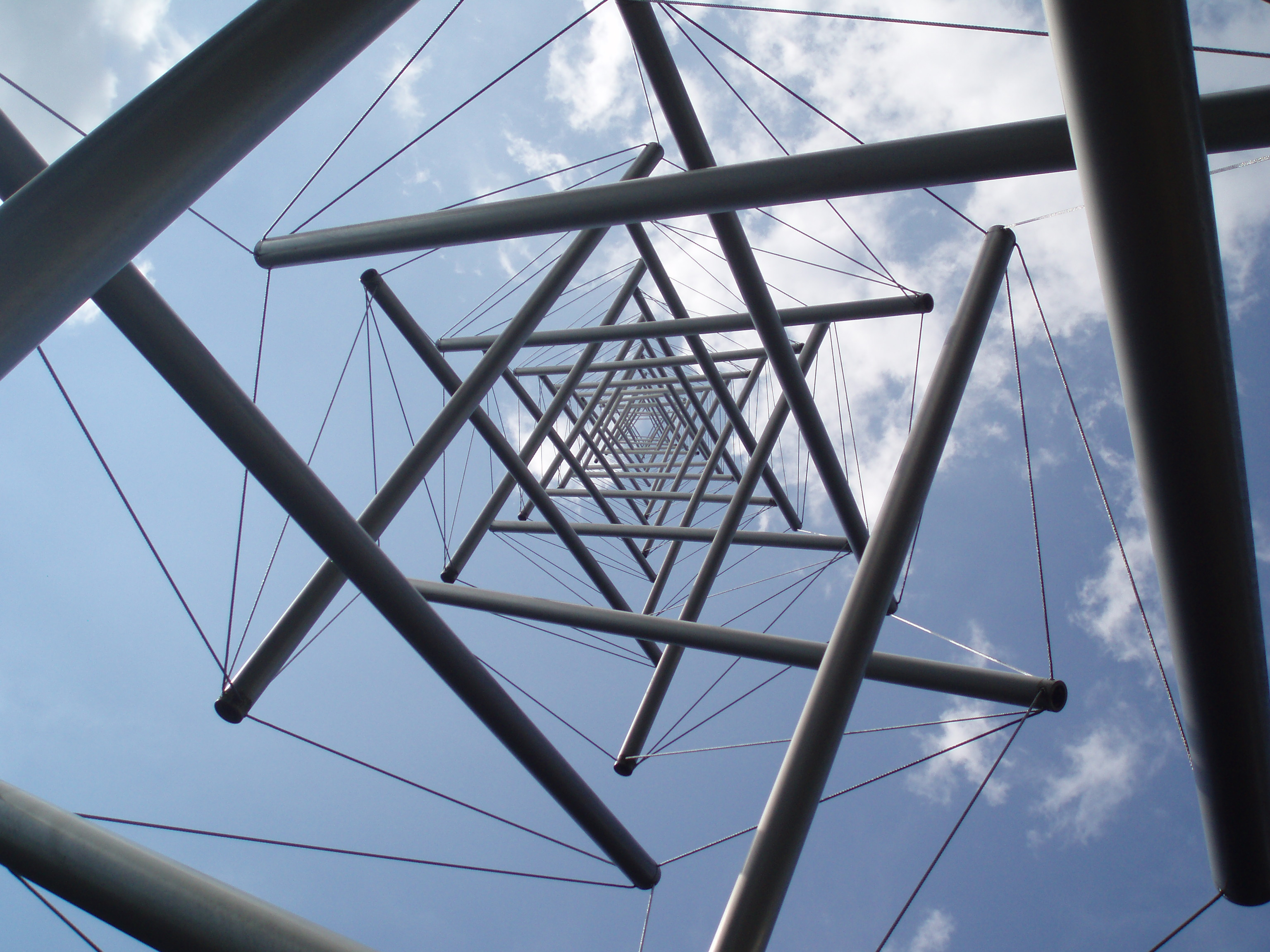
Tác phẩm điêu khắc nghệ thuật Kenneth Snelson Needle Tower.
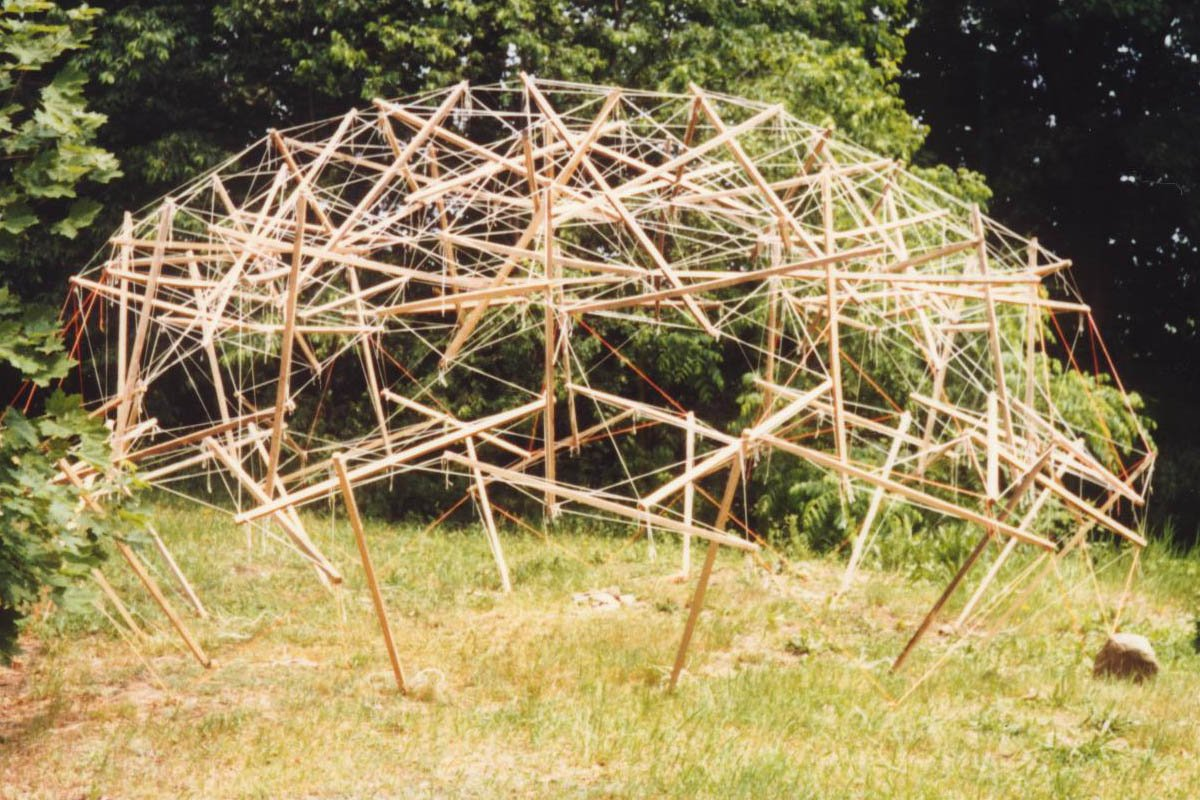
Một mái vòm tensegrity được làm từ que vườn và dây nylon xây dựng trong sân của một ngôi nhà, 2009.
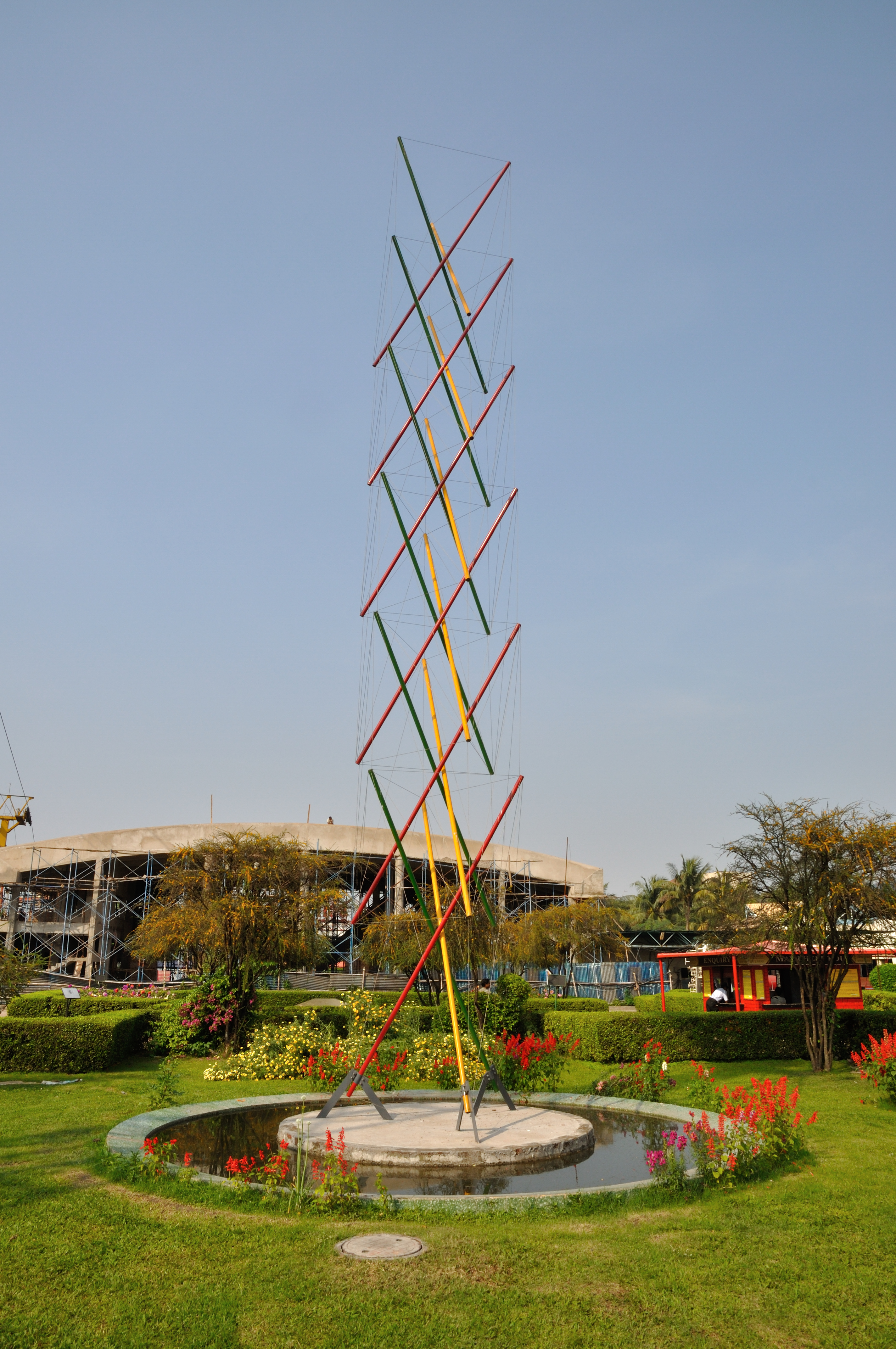
Một cấu trúc tensegrity cao 12m trưng bày tại Science City, Kolkata.
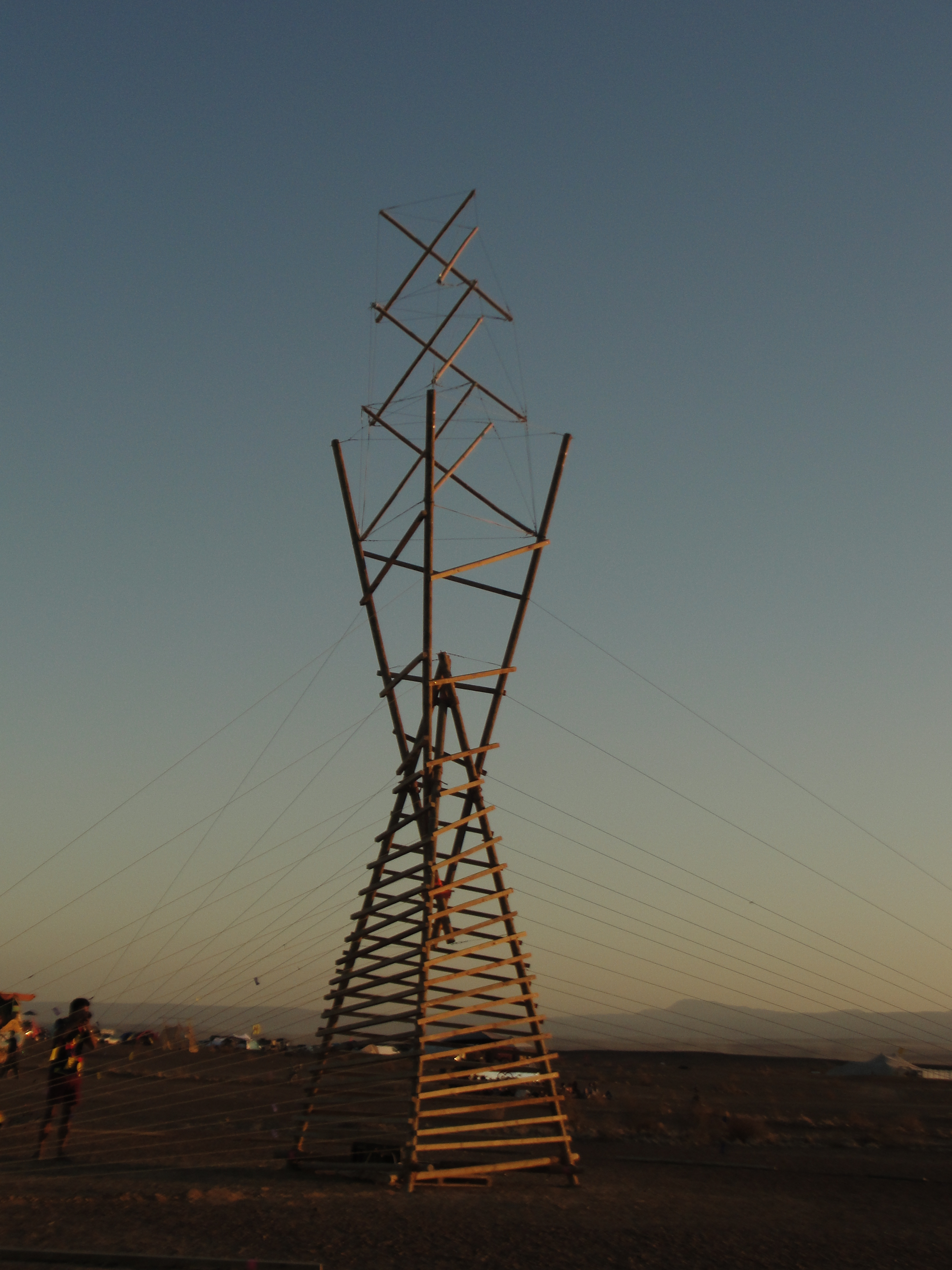
Dissipate, một tác phẩm nghệ thuật tháp hình cát đồng hồ cát bao gồm cấu trúc tensegrity, được xây dựng tại AfrikaBurn, 2015, một sự kiện khu vực của Burning Man.